# Кипець короткий
Кипець короткий (Koeleria brevis) — вид трав'янистих рослин з родини злакові (Poaceae), поширений у пд.-сх. Європі й зх. Азії.

## Опис
Багаторічна рослина 15–30(40) см заввишки. Стебла тонкі, голі, здебільшого одиночні, біля основи з численними безплідними пагонами. Листки безплідних пагонів короткі, разом з пагонами 3–5 см завдовжки, до 1.5 мм шириною, здебільшого згорнуті, жорсткі, сизі, голі. Волоть коротка, дуже щільна, 1.5–3 см завдовжки; її гілочки до 1.5 мм довжиною. Колоски 5–7 мм довжиною, 2–3-квіткові. 

## Поширення
Поширений у пд.-сх. Європі (Болгарія, Румунія, Молдова, Україна, Росія) й зх. Азії (Туреччина, Азербайджан).
В Україні вид зростає на кам'янистих степових схилах і відслоненнях вапняків і гранітів — на півдні Степу і в Криму, зрідка; ізольовані місця в Донецькому Лісостепу і на півдні Правобережного Лісостепу.